# Чаженка (приток Волхова)
Ча́женка — река в Ленинградской области России, левый приток Волхова, протекает по Волховскому району.
Длина реки — 33 км, площадь водосборного бассейна — 168 км².
Исток реки — в садоводческом массиве Пупышево. Течёт на юго-восток, пересекает железнодорожную линию Санкт-Петербург — Волховстрой I в 1 км восточнее станции Пупышево. Далее течёт по лесам, протекает мимо деревни Вольково, у деревни Любыни пересекает железнодорожную линию Чудово — Волховстрой I, протекает через деревню Чажешно, после чего пересекает автодорогу А115 и впадает в Волхов в 51 км от его устья, ниже острова Октября.
Притоки:
- Рипово (правый)
- Ремес (правый)

На правом берегу реки в деревне Чажешно находится братское захоронение советских воинов.
По состоянию на лето 2011 года мост через Чаженку на дороге А115 находился в аварийном состоянии.

## Данные водного реестра
По данным государственного водного реестра России относится к Балтийскому бассейновому округу, водохозяйственный участок реки — Волхов, речной подбассейн реки — Волхов. Относится к речному бассейну реки Нева (включая бассейны рек Онежского и Ладожского озера).
Код объекта в государственном водном реестре — 01040200612102000019629.